# Taylor (singel)
Taylor – piosenka hawajskiego muzyka Jacka Johnsona, pochodząca z jego wydanego w 2003 roku albumu On and On.
Piosenka odniosła spory sukces, plasując się na miejscu 33. w Nowej Zelandii oraz na pozycji 27. w Australii.

## Pozycje na listach
| Lista               | Pozycja |
| ------------------- | ------- |
| ARIA Singles Chart  | 27      |
| RIANZ Singles Chart | 33      |